# حوزه ب.م.م.
در ریاضیات، دامنه ب.م.م. (به انگلیسی: GCD Domain)، حوزه صحیحی چون R است با این خاصیت که هر دو عنصر آن دارای بزرگترین مقسوم علیه مشترک یا ب.م.م. باشد؛ یعنی، وجود داشته باشد ایده‌آل اصلی شامل ایده‌آل تولید شده توسط دو عنصر داده شده. به طور معادل، هر دو عنصر از R دارای کوچکترین مضرب مشترک یا ک.م.م. (LCM) باشد.
حوزه ب.م.م. تعمیم دهنده حوزه تجزیه یکتا (UFD) به حالت غیر-نوتری است، بدین صورت: یک حوزه صحیح، حوزه تجزیه یکتا (UFD) است اگر و تنها اگر حوزه ب.م.م. (GCD) ی باشد که در شرط زنجیره صعودی روی ایده‌آل های اصلی صدق کند (یا به طور خلاصه، اگر نوتری باشد).
حوزه‌های ب.م.م. در زنجیره شمول زیر پدیدار می گردند:
رونگ‌ ⊃ حلقه ⊃ حلقه جابه‌جایی ⊃  حوزه صحیح ⊃ حوزه بسته صحیح ⊃ حوزه ب.م.م. ⊃ حوزه تجزیه یکتا ⊃ حوزه ایده‌آل اصلی ⊃ حوزه اقلیدسی ⊃ میدان ⊃ میدان بسته جبری